# Motor Toon Grand Prix
Motor Toon Grand Prix (яп. モータートゥーン・グランプリ, «Гран-При Мультипликационных Машин») — гоночная видеоигра, разработанная и изданная компанией Sony Computer Entertainment (SCEJ). Выпущена для домашней игровой консоли PlayStation в Японии 16 декабря 1994 года. Игра разработана Кадзунори Ямаути и командой разработчиков Polys Entertainment (позднее Polyphony Digital) — разработчика гоночных игр серии Gran Turismo. Выделяется среди других подобных игр дизайном, разработанным художником Сусуму Мацусита. Игру часто путают с Motor Toon Grand Prix 2, выпущенной в Северной Америке без цифры в названии.

## Отзывы
После появления в рецензии Famitsu игра получила 27 баллов из 40.